# Guia Termini
Pour les articles homonymes, voir Termini.
Guia Termini, née le 31 janvier 1985 à Treviglio (Italie), est une femme politique italienne.

## Biographie
Guia Termini naît le 31 janvier 1985 à Treviglio.
Elle est élue députée lors des élections générales de 2018.